# Hipoglicina A
La Hipoglicina A es un compuesto orgánico natural presente en la especie Blighia sapida, estando particularmente concentrada en el fruto de dicha planta. Provocando una detención en el proceso de gluconeogénesis ya que interviene en determinadas enzimas que están relacionadas con dicho proceso. Su ingesta es tóxica, constituyéndose en uno de los principales agentes causantes de la enfermedad del vómito de Jamaica o síndrome hipoglucémico tóxico. Entre los efectos adversos están la pérdida del tono muscular, vómito, convulsiones, coma y la muerte. Esta última se ha presentado luego de envenenamiento no intencional con seso vegetal, y la mayoría de las muertes ha ocurrido en niños pequeños con edades entre 2 y 6 años
Es un aminoácido, estando químicamente relacionado  con la lisina. 